# Репо-сделка
Репо-сделка (на английски: repurchase agreement, (repo) – продажба с уговорка за обратно изкупуване) е ангажимент за обратно изкупуване на ценни книжа на определена дата и цена. Сроковете са свръхкратки: от един ден до няколко дни или до една седмица. За продавача на репо се казва, че прави права репо-сделка, а за купувача – обратна сделка.

## Видове
Класическа (права) репо се нарича сделка за продажба със задължението за обратна покупка.
Обратна репо (на английски: reverse repo) е сделка за покупка със задължението за обратна продажба.
Репо-сделките се състоят от две части – първа и втора (права и обратна част). По правило, първата част е обичайната текуща (спот) сделка, а втората част е (форуърд) сделка със срок.
„Овърнайт“ – това е репо-сделка с извършването на обратна сделка на следващия ден.
Репо-ставката е положителна или отрицателна величина, изразена в проценти.
Репо-срок е интервала между първата и втората част на сделката.